# 80Kidz
80Kidz (Eitikiduzu) est un trio japonais d'Electro, formé en 2006 par Mayu, Ali et Jun. Ils commencent par faire des remixes divers, puis sortent leur premier album This Is My Shit en 2009, suivi de Weekend Warrior en 2010.
Fin 2009, Mayu, la fondatrice des 80Kidz quitte le groupe.
Début 2012, le groupe sort leur troisième album.
Leur quatrième album sort en 2014.
Depuis, ils ont sorti plusieurs albums, une collection de remixes et se sont produits dans de grands festivals japonais tels que le FUJI ROCK FESTIVAL, ROCK IN JAPAN, COUNTDOWN JAPAN et SUMMER SONIC.
Et en février 2021, ils ont sorti leur premier album complet en cinq ans, " ANGLE ".

## Discographie

### Single
| Année                 | Titre                                                                            | Temps |
| --------------------- | -------------------------------------------------------------------------------- | ----- |
| 2019                  | Don’t Stop                                                                       | 3:59  |
| 2019                  | Always On My Way (avec Na Polycat)                                               | 3:18  |
| 2020                  | Zansyo (avec punipunidenki)                                                      | 3:42  |
| 2020                  | Be There (80KIDZ origami Home Sessions Edit) (avec Hiro-a-key)                   | 3:50  |
| 2020                  | FEEL SOUNDS GOOD : Sampling "SOUNDS GOOD at Home (avec TAAR) (avec Shin Sakiura) | 3:06  |
| 2020                  | Banane (avec Maika Loubté)                                                       | 3:57  |
| 2020                  | Your Closet (avec YonYon)                                                        | 4:33  |
| 2021                  | Glasses (avec mabanua)                                                           | 4:00  |
| 2021                  | Glasses (Shin Sakiura Remix) (avec mabanua)                                      | 4:16  |
| 2021                  | Magic (tofubeats Remix) (avec AAAMYYY)                                           | 4:59  |
| 2021                  | Your Closet (yonkey Remix) (avec YonYon)                                         | 3:18  |
| 2021                  | DARADARA (avec Nobuaki Tanaka)                                                   | 3:28  |
| 2022                  | Take Me With You Now (avec Nenashi)                                              | 3:27  |
| 2022                  | Night Session (avec punipunidenki)                                               | 2:41  |
| 2022                  | GALAXY (avec GLAY)                                                               | 4:57  |
| 2022                  | Tour De France (avec Sascha)                                                     | 3:46  |
| 2023                  | O-A-O-A-Y (avec TARO ABE)                                                        | 3:06  |
| 2023                  | RARE (avec Wez Atlas)                                                            | 3:04  |
| 2023                  | Memories                                                                         | 2:51  |
| 2024                  |                                                                                  |       |
| Toki Ala / Whoo       |                                                                                  |       |
| Echelon (avec Sascha) | 2:37                                                                             |       |
| Wired                 | 3:36                                                                             |       |
| Tonight               | 3:57                                                                             |       |

### Remixes
- Autokratz - Stay The Sama (80kidz Remix) [Kitsune]
- Benjamin Diamond - Baby On Fire (80kidz Remix) [DIAMOND TRAX]
- Black Kids - Boyfriend... (80kidz remix) [Almost gold]
- Cazals - Poor Innocent Boys (80Kidz Remix)[Kitsune]
- Crystal Fighters - I Love London (80kidz Remix) [Kitsune]
- CSS - Left Behind (80kidz Remix)[SUBPOP/KSR]
- Dan Black - Symphonies (80kidz Remix) [EMI]
- Danger - 88:88 (80kidz remix) [Ekle o Shock]
- Desmond And The Tutus - Kiss You On The Cheek (80kidz Remix) [Flakes]
- Fight Like Apes - Lend Me Your Face (80kidz Remix)
- Hey Champ - Cold Dust Girl (80kidz remix)[1st & 15th product]
- Heartsrevolution - Dance Till Down (80kidz Remix) [Kitsune]
- Ladybirds - andy lex (80kidz RMX) [FLAKES]
- Metric - Help I'm Alive (80kidz Remix) [Pias]
- Penelopes - Stuck in lalaland (80kidz remix)[CITIZEN]
- Phenomenal Handclap Band - 15 to 20 (80kidz Remix) [KSR]
- Quiero Club- LAT DA MUSIC (80kidz RMX) [ARTUNION]
- Rusko - Whoo Boost (80kidz Remix) [.....]
- Simian Mobile Disco - Cruel Intentons (80kidz Remix)
- Stellastar - Freak Out (80kidz Remix)
- The BPA - Seattle (80kidz Remix) [southernfried]
- The Shoes- Knock Out(80kidz RMX) [KSR]